# Caloptilia phiaropis
Caloptilia phiaropis là một loài bướm đêm thuộc họ Gracillariidae. Nó được tìm thấy ở Peru.